# Sangrita

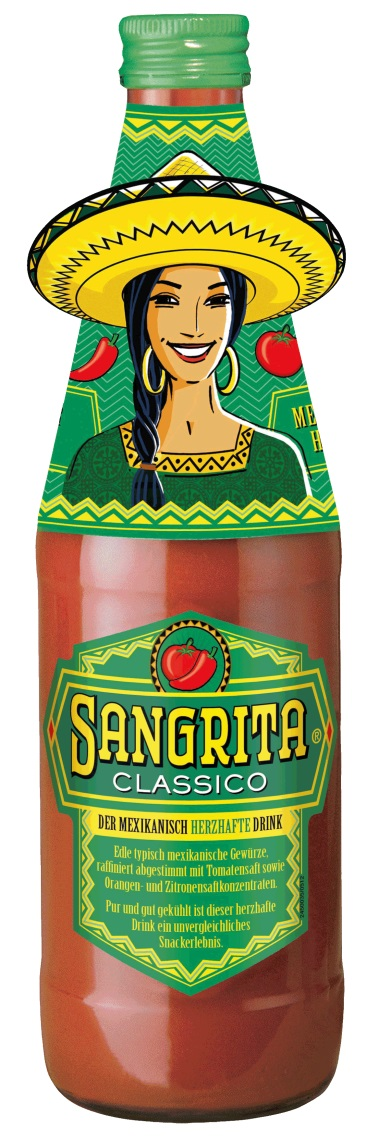
Sangrita

Sangrita ist ein Getränk aus verschiedenen Frucht- und Gemüsesäften, das in Mexiko gerne zu Tequila gereicht wird. In Mexiko ist Sangrita eine Gattungsbezeichnung.

## Bestandteile
Ein festgelegtes Rezept für die mexikanischen Sangrita-Varianten gibt es nicht. Die meisten Rezepte gehen von einem fast gleichen Anteil an Tomaten- und  Orangensaft aus. Gewürzt wird Sangrita mit Salz und Pfeffer, Limetten- und Zwiebelsaft, Worcester- und Tabascosauce.

## Sangrita außerhalb Mexikos
In Deutschland und Europa ist Sangrita eine seit Jahrzehnten geschützte Marke der Anton Riemerschmid Weinbrennerei und Likörfabrik GmbH & Co. KG in Erding. Heinrich Riemerschmid beschloss im Jahr 1962, Sangrita auf den deutschen Markt zu bringen. Nach einer zweijährigen Produktentwicklung kam es zur Einführung des Produktes auf dem deutschen Markt. Es wurde eine klassische, milde Variante in grün und eine rote, etwas pikantere, Variante angeboten. 

## Produkt
Auch heute ist das Getränk in zwei Varianten mit unterschiedlichen Schärfegraden erhältlich. Die Schärfe wurde dem europäischen Geschmacksempfinden angepasst. Sangrita dient zudem als Grundlage für alkoholische und nicht-alkoholische Cocktails sowie als Zutat für pikante Gerichte.